# ヤンピーススペシャル ティーンズコイバナ学園
ヤンピーススペシャル ティーンズコイバナ学園（ - がくえん）は、2008年9月1日から9月5日まで、ニッポン放送ほか全国ネットで放送されていたラジオ番組。

## 概要
放送時間は22:00〜24:00、9月5日のみ23:50まで。
リスナーから電話で、恋の話や悩み、相談事をパーソナリティと共に話し合っていた番組だった。パーソナリティは日替わりであり（右の基礎情報を参照）。

## 内包番組
- KAT-TUN スタイル

| ニッポン放送 22時台 | ニッポン放送 22時台    | ニッポン放送 22時台          |
| 前番組              | 番組名                 | 次番組                       |
| ------------------- | ---------------------- | ---------------------------- |
| 東貴博のヤンピース  | ティーンズコイバナ学園 | 銀河に吠えろ!宇宙GメンTAKUYA |